# علی‌اکبر کسمایی
علی‌اکبر کسمایی (زاده ۱۲۹۹ – درگذشته ۱۶ بهمن ۱۳۷۲) نویسنده، مترجم و روزنامه‌نگار ایرانی بود. او برای ترجمهٔ کتاب آیین کامیابی در سال ۱۳۳۲ برندهٔ جایزه سلطنتی کتاب سال شد.

## زندگی
علی‌اکبر کسمایی در ۱۲۹۹ خورشیدی در تهران متولد شد. او پس از گذراندن دوره مقدماتی، تحصیلات خود را در رشته معقول و منقول ادامه داد. بعد از دریافت مدرک کارشناسی برای ادامه تحصیل در رشته روزنامه‌نگاری به مصر رفت و در این زمان توانست در زبان عربی نیز تبحر یابد. او در مصر با استادان نامدار مصری همچون طه حسین، توفیق الحکیم و عباس عقاد آشنا شد و نویسندگی را با کار در روزنامه امید آغاز کرد.
کسمایی در شمار قدیمی‌ترین روزنامه‌نگاران قرار دارد. او مدتی سردبیر مجلات صبا و وحید بود و سرانجام در روزنامه اطلاعات به قلم فرسایی پرداخت و این همکاری، پنجاه سال به طول انجامید. کسمایی به زبان‌های فرانسوی، انگلیسی و عربی مسلط بود و افزون بر تألیفاتش، تعدادی کتاب را نیز ترجمه کرده است. عشق بزرگان، بالتازار، خدایان عشق اشک می‌ریزند، دنبال زن، روان‌شناسی در خدمت بشر، گل‌های وحشی، مرد خون‌آشام، احوال و آثار فرانکلین، از چند نویسنده بزرگ دنیا، پریچهرگان تاریخ، جهنم دره، علل شکست آلمان، جاسوس انگلیسی، قرن دیوانه، بحران تمدن فرهنگ و نادانی‌های دوران دانش از جمله آثار وی در ترجمه و تألیف به‌شمار می‌روند. او مدتی نیز نمایندگی و نویسندگی روزنامه اطلاعات را در مصر بر عهده گرفت.
کسمایی از پایه‌گذاران مجلّهٔ اطلاعات هفتگی بود و در طول خدمت مطبوعاتی خود با روزنامه‌ها و مجله‌ها به عنوان نویسنده و منتقد همکاری داشت. مدت‌ها نیز برنامه‌های مختلف رادیو ایران از جمله برنامه جوانان را اداره می‌کرد. افزون بر آن، چندی رئیس اداره انتشارات هواپیمایی ملی و پس از آن رایزن مطبوعاتی ایران در قاهره بود. در ۱۳۲۲ خورشیدی به سبب تألیف کتاب آیین کامیابی به عنوان بهترین کتاب سال به دریافت جایزه سلطنتی نایل آمد. از دیگر تألیفات کسمایی می‌توان به جهنم دره، نیشخندهای آناتول فرانس و داستان‌هایی از لابه‌لای تاریخ اشاره کرد.

## درگذشت
علی اکبر کسمایی در ۱۶ بهمن ۱۳۷۲ در ۷۳ سالگی درگذشت.